# Malcorus pectoralis
La prinia carirrufa (Malcorus pectoralis) es una especie de ave paseriforme de la familia Cisticolidae propia del África austral. Es la única especie del género Malcorus. Se encuentra en Namibia, Botsuana y Sudáfrica.

## Subespecies
Se han descrito las siguientes subespecies:
- Malcorus pectoralis etoshae
- Malcorus pectoralis ocularis
- Malcorus pectoralis pectoralis